# Федорівка (Горлівський район)
Федорівка — селище Горлівської міської громади Горлівського району Донецької області України. Населення становить 74 осіб.

## Географія
Селище розташовується уздовж річки Корсунь (витік якої знаходиться в Калінінському районі міста Горлівки). Відстань до райцентру становить близько 8 км і проходить автошляхом місцевого значення.
Сусідні населені пункти: на півночі, північному заході, північному сході — місто Горлівка; заході — Озерянівка; сході — Новоселівка; південному заході — П'ятихатки, Михайлівка; півдні — Корсунь.

## Населення
За даними перепису 2001 року населення селища становило 74 особи, із них 35,14 % зазначили рідною мову українську, 64,86 % — російську.